# Georgi Stojkowski
Georgi Iwanow Stojkowski (bułg. Георги Иванов Стойковски, ur. 10 maja 1941 we wsi Byta, zm. 4 maja 2023) – bułgarski lekkoatleta, który specjalizował się w trójskoku.
Dwa razy (w 1964 oraz 1968) startował w igrzyskach olimpijskich. W 1966 roku odniósł największy sukces w karierze zdobywając złoty medal mistrzostw Europy poprawiając rekord Bułgarii oraz rekord czempionatu. Piąty zawodnik uniwersjady w Budapeszcie (1965). Dwa razy  (1964 i 1966) startował w Warszawie podczas memoriału Janusza Kusocińskiego odnosząc w tych zawodach zwycięstwo w roku 1966. W latach 1963–1966 aż dziesięciokrotnie ustanawiał rekordy Bułgarii w trójskoku na otwartym stadionie. Wielokrotny medalista mistrzostw Bułgarii na stadionie oraz w hali. Rekord życiowy: 16,67 (4 września 1966, Budapeszt). Rezultat ten był do 1980 roku rekordem Bułgarii.

## Osiągnięcia
| Rok  | Impreza                   | Miejsce   | Pozycja     | Wynik    |
| ---- | ------------------------- | --------- | ----------- | -------- |
| 1964 | Igrzyska olimpijskie      | Tokio     | 7. miejsce  | 16,10    |
| 1965 | Uniwersjada               | Budapeszt | 5. miejsce  | 16,29    |
| 1966 | Mistrzostwa Europy        | Budapeszt | 1. miejsce  | 16,67 CR |
| 1968 | Igrzyska olimpijskie      | Meksyk    | 9. miejsce  | 16,46    |
| 1969 | Mistrzostwa Europy        | Ateny     | 12. miejsce | 15,14    |
| 1971 | Halowe mistrzostwa Europy | Sofia     | 7. miejsce  | 16,00    |